# Kathputli

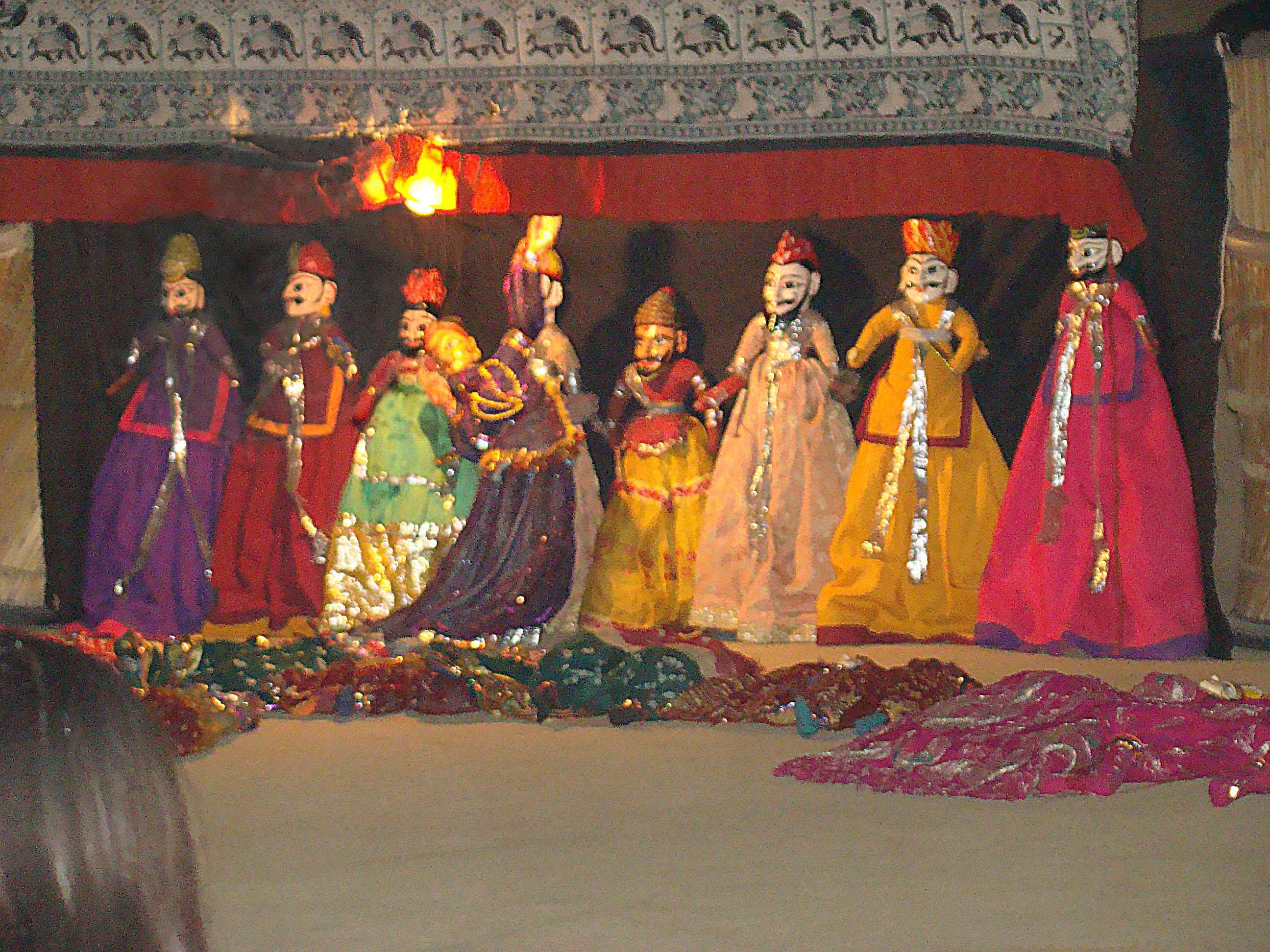
Función de marionetas Kathputli

Kathputli es una forma de teatro de marionetas oriunda del estado de Rajasthan en India, la cual se ha convertido en la forma más popular de títeres en el país. Al ser una marioneta de hilos, está controlada por un único hilo que la pasa desde la parte superior del títere sobre los titiriteros. 
El nombre Kathputli significa "marioneta hecha de madera". Sin embargo, los títeres están hecho de madera, tela de algodón y alambre de metal. Una característica de esta forma son las voces estridentes producidas por el titiritero principal que se pronuncian a través de una caña de bambú.